# Podboršt, Ivančna Gorica
Podboršt je naselje v Občini Ivančna Gorica.